# Phrurolithus qiqiensis
Phrurolithus qiqiensis là một loài nhện trong họ Phrurolithidae.
Loài này thuộc chi Phrurolithus. Phrurolithus qiqiensis được miêu tả năm 2004 bởi Chang-Min Yin et al..